# アブリコ
アブリコ（ハイチ語: Abriko）はハイチ南西部グランダンス県ジェレミー郡のコミーン（komin, 基礎自治体）。ジェレミーからボンボンを経て西へ約24km。南東にモウォン、南にシャンベラン、南西にダム・マリーと接し、北西はカリブ海に臨む。2015年の推計人口は 37,675 人。交通は不便で電気や水道も未整備である。学校は7つの小学校（1公立6私立）と2つの中学校（1公立1私立）で幼児教育及び高等教育機関はない。サトウキビ、コーヒー、カカオが栽培され、漁港がある。養蜂も行われる。

## 脚註
1. 1 2  “Haiti: administrative units, extended”.   geoHive. 2016年10月5日時点のオリジナルよりアーカイブ。2023年11月13日閲覧。

座標: 北緯18度38分 西経74度18分 / 北緯18.633度 西経74.300度